# Lappblod
Lappblod är en svensk äventyrsfilm från 1948 i regi av Ragnar Frisk. Den är Sveriges andra långfilm i färg genom tiderna och i rollerna ses bland andra Peter Höglund, Britta Holmberg och Kolbjörn Knudsen.

## Om filmen
Inspelningen ägde rum mellan maj och november 1946 med kompletteringar gjorda i februari 1947. Inspelningsplatser var Abisko, i trakten av Gällivare och Filmos ateljé i Stockholm. Filmen förlaga var romanen Renhandlarna av den finländske författaren Erik Therman, vilken omarbetades till filmmanus av Erik Müller. Fyra fotografer medverkade under inspelningen: Eric Coop, Edward Scaife, Elner Åkesson och Kenneth Gray. Filmen klipptes av Hans Gullander och premiärvisades den 26 juni 1948 på biograf Royal i Stockholm.

## Handling
Arvi älskar den unga vackra Aino, vilket även den förmögne och illvillige Oula gör. Båda friar till henne och Ainos mor anser att dottern ska välja den förmögne av de två. Arvi blir dock den som till slut får gifta sig med Aino.

## Rollista
- Peter Höglund – Arvi Sarri, ung lapp
- Britta Holmberg – Aino Alström, Arvis fästmö
- Kolbjörn Knudsen – Oula, rik lapp
- Arthur Fischer – Koutari, lappgubbe, Arvis vän
- Naima Wifstrand – Miina, Ainos mor
- Nils Ericson – direktör Gösta Lille, turist
- Arne Lindblad – Peku, Ainos far, handlare
- Saga Sjöberg – Maarita, lärarinna i tjänst hos Oula
- Andreas Labba	– Akseli, lapp i tjänst hos Koutari
- Stig Roland – Niila, norsk lapp
- Ernst Brunman – landsfiskalen

Ej krediterade
- Bertil Ehrenmark – mannen med kniv vid slagsmålet
- Tom Walter – Nisse, lapp som hämtar "medicin"
- Knut Frankman – Polo, lapp i handelsboden
- Folke Hamrin – Oskar, färdledare från turiststationen
- Harry Ahlin – en man vid knivslagsmålet
- Uno Larsson – kyrkobesökare

### Fotnoter
1. 1 2 3  ”Lappblod”. Svensk Filmdatabas. http://sfi.se/sv/svensk-filmdatabas/Item/?itemid=4227&type=MOVIE&iv=Basic&ref=/templates/SwedishFilmSearchResult.aspx?id%3d1225%26epslanguage%3dsv%26searchword%3dlappblod%26type%3dMovieTitle%26match%3dBegin%26page%3d1%26prom%3dFalse. Läst 18 april 2013.